# Idiocera daedalus
Idiocera daedalus är en tvåvingeart som först beskrevs av Alexander 1956.  Idiocera daedalus ingår i släktet Idiocera och familjen småharkrankar. Inga underarter finns listade i Catalogue of Life.